# بدرية (الريف الشرقي)
بدرية (بالفارسية: بدریه) هي قرية تقع في إيران في قسم الريف الشرقي الريفي. يقدر عدد سكانها بـ 348 نسمة بحسب إحصاء 2016.